# Electronic Bag Tag
Das System Electronic Bag Tag der IATA ist die elektronische Variante von Gepäckanhängern aus Papier. Aus einer Smartphone-App einer dies unterstützenden Fluggesellschaft wird der Gepäckanhänger per Bluetooth auf das in den Koffer integrierte E-Ink-Display übertragen. Für die Nutzung ist nur entscheidend, dass die erste Fluggesellschaft bei der das Einchecken am Flughafen erfolgt, das System unterstützt.

## Geschichte
Die IATA entwickelt das System momentan (Stand 2018). Bislang wurde ein Leitfaden publiziert, welche die Kompatibilität unter den verschiedenen Anbietern und Gepäckverarbeitern sichern soll. Außerdem wurden erste Flughäfen auf die Verarbeitung von Gepäckstücken mit elektronischen Anhängern geprüft.

## Technik
Das System beinhaltet mandatorische (verpflichtende) und optionale Komponenten. Mandatorisch ist ein Display zur Anzeige des Gepäckanhängers und Bluetooth Low Energy zur Übertragung der Daten. Optional können RFID und NFC implementiert werden, um den Gepäckanhänger ohne Scannen des Displays auslesen zu können.

## Alternativen
Alternative Systeme für elektronische Gepäckanhänger sind das Rimowa Electronic Tag und das BAGTAG-System.